# Arthur Highway
Der Arthur Highway ist eine Straße im Nordwesten des australischen Bundesstaates Tasmanien. Sie führt von Sorell nach Port Arthur auf der Tasman-Halbinsel.

## Verlauf
Die Straße zweigt in Sorell vom Tasman Highway nach Osten ab und führt Südosten. Bei Dunally überquert sie den Denison Canal und durchquert dann die Forestier-Halbinsel. In Eaglehawk Neck erreicht sie die Tasman-Halbinsel und durchquert diese in südlicher Richtung bis nach Port Arthur. Wichtigste Nebenstraße ist die Nubeena Road (B27) die die gleichnamige Stadt an der Westküste der Tasman-Halbinsel erschließt.
Der Arthur Highway bietet den einzigen Straßenzugang zu den beiden Halbinseln südöstlich  von Hobart.

## Besonderheiten
Die Straße ist berüchtigt wegen ihrer Gefährlichkeit. Erst 2004 wurde sie vom ebenfalls sehr gefährlichen Lyell Highway in der Anzahl der Unfälle überflügelt.